# Радиовещательная служба Бутана
Радиовещательная служба Бутана (англ. Bhutan Broadcasting Service, BBS) — бутанская медиакорпорация, осуществляющая радио- и телевещание на территории Бутана. Ранее эта частная корпорация находилась в собственности государства. В настоящее время это единственная в Бутане компания, осуществляющая радио- и телевещание.

## История
На протяжении многих лет в Бутане не было собственных средств связи. Первые радиопередачи начались в ноябре 1973 года, когда добровольцы из Национальной Молодёжной Ассоциации Бутана начали выходить в эфир с часовой программой раз в неделю по воскресеньям. Они использовали арендованный на телеграфе в Тхимпху 400-ваттный передатчик, заменённый в том же году на более мощный (5 кВт). Вещание велось на четырёх языках: дзонг-кэ, английском, непали и шарчоп. В 1979 году правительство национализировало радиостанцию, а в 1986 году переименовало её в Радиовещательную службу Бутана. В 1991 при финансовой поддержке правительства Индии была построена профессиональная вещательная студия (появился передатчик мощностью 50 КВт).
На протяжении длительного времени Бутан оставался единственной страной в мире, где было запрещено телевидение. Первая телевизионная передача вышла в эфир 2 июня 1999 года.

## Радио в Бутане
Коротковолновое радио охватило всю территорию Бутана в 1991 году. В июне 2000 года на юге и западе страны началось вещание в FM диапазоне. К концу 2005 года вещание в FM диапазоне уже велось на всей территории Бутана. В 2007 году началось вещание в коротковолновом диапазоне для международных слушателей. Сейчас BBS вещает ежедневно по 16 часов (109 часов в неделю) на коротких волнах и в FM диапазоне.

## Телевидение в Бутане
Первоначально новости, документальные фильмы и развлекательные программы выходили в эфир ежедневно по 3 часа в день (с 19:00 до 22:00), затем в декабре 2004 года эфир расширили до 4 часов (с 18:00 до 22:00). Сначала телевидение было доступно только в Тхимпху, но с февраля 2006 года через спутник оно стало доступно по всей стране.
В 2008 году BBS расширило эфирный график с 18:00 до 23:00. Большинство передач выходит в эфир на дзонг-кэ, но новости каждый вечер выходят в эфир и на английском языке.
Передачи повторяются на следующий день с 6:00 до 11:00. Специальные развлекательные и музыкальные программы выходят в эфир по субботам и воскресеньям с 15:00 до 18:00.